# Kayfabe

Dans le catch, le mot anglais kayfabe (prononcé : ['keɪfeɪb], KAY-fayb), en français vinak, désigne le principe de donner et d'entretenir l'illusion que les combats de catch ne sont pas arrangés,. Par le passé, il s'agissait clairement de tromper l'audience et cette obligation était imposée dans le métier pendant et en dehors des galas, pour préserver à tout prix l'illusion de la réalité des combats.
Dans son sens moderne, il s'agit d'une simple convention d'immersion dramatique, celle de « rester en personnage », comme lors d'une représentation théâtrale. Le principe du kayfabe vise à susciter et protéger la suspension consentie de l'incrédulité du spectateur afin qu'il s'immerge pleinement dans les rivalités, les storylines et les gimmicks qui lui sont présentées. Un catcheur qui brise cette convention pendant un show est comme un acteur qui dévoile qu'il n'est pas son personnage devant la caméra, ce qui constitue une faute professionnelle. Mais les professionnels du métier s'expriment maintenant plus volontiers sur la réalité du spectacle en dehors des rencontres.

## Origines du terme

### Mot d'avertissement
Le catch lui-même et certains termes qui y sont liés tirent leurs origines des fêtes foraines qui prospèrent au tout début du XXe siècle de par l'Europe, et en France en particulier. Les origines précises des termes kayfabe et vinak n'ont pas été établies avec certitude, mais l'explication suivante est la plus courante : en Amérique du Nord, les forains de l'époque se nomment carnies (en) et utilisent un jargon codé, le carny (issu de l'anglais carnival qui désigne un carnaval itinérant, autrement dit une fête foraine). Ce langage est une forme de pig latin qui use d'une technique proche du verlan pour former des mots-clefs secrets qui ne seront reconnus que par les seuls initiés. Les mots anglais « be fake » ( "sois faux", que l'on pourrait traduire en français par « joue la comédie »), deviennent en intervertissant syllabes et mots ke-fa be, ce qui donne avec la prononciation anglaise le mot kayfabe. Dans l'éventualité où un lutteur forain serait surpris agissant différemment de ce que l'on pourrait attendre du personnage inventé qu'il incarne, ce mot, prononcé rapidement par un complice vigilant, lui rappelle d'ajuster rapidement son attitude pour préserver l'illusion.
Sur le même principe, kayfabe est par la suite à l'origine de Kay Fabian, une autre astuce utilisée par les forains pour donner de leurs nouvelles à leur famille sans payer de dispendieux appels téléphoniques interurbains. Un forain appelait chez lui en PCV (à frais virés) et demandait à l'opérateur de l'annoncer sous le nom de Kay Fabian. C'était un code préétabli : la famille refusait l'appel, mais savait que cela voulait dire que tout allait bien, et que le forain avait rejoint la ville suivante de sa tournée. D'autres mots-clefs et gestuelles secrètes alimenteront ainsi le langage de ce qui allaient devenir les catcheurs modernes.

### Le grand secret
Par la suite, le mot kayfabe évoluera pour désigner également par métonymie, et de façon générale, le principe du secret à propos de la nature des combats. Le principe de kayfabe restait strictement maintenu pour l'intérêt du catch, en dissimulant l'organisation prédéterminée des combats, de peur que l'aveu ne gâche le plaisir des spectateurs. En pratique, cet impératif interdisait aux catcheurs, aux promoteurs et à leurs familles de parler franchement de leur travail aux fans ou à la presse. La crainte était double : les enjeux de chaque match perdraient tout intérêt dans un milieu ou la compétition n'est que feinte ; les prouesses exécutées sur le ring se trouveraient dégradées par leur exposition au public (comme un prestidigitateur qui dévoilerait ses « trucs »).

## Mise à mort dukayfabe

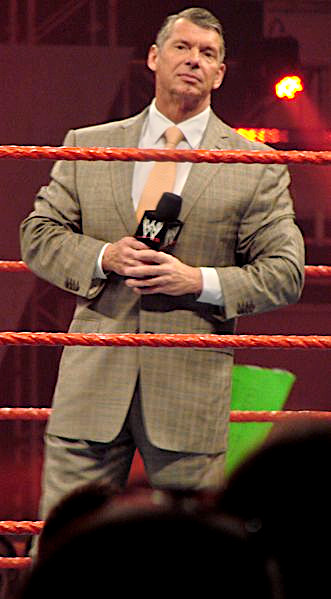
Vince Mc Mahon en 2007

Si les spectateurs se doutaient depuis longtemps déjà de l'aspect scénarisé du catch, ceci a fait pendant la majeure partie du XXe siècle l'objet d'un tabou dans la communication publique des promoteurs. Vince McMahon, magnat du catch américain et alors propriétaire de la WWE, décide de changer de posture dans le but d'obtenir une législation plus favorable au catch et se voir dispensé des taxes, attributions de licences et autres règlements propres aux commissions athlétiques américaines présentes dans chaque État. Le 10 février 1989, il témoigne devant le Sénat du New Jersey et indique que le catch doit être défini comme « une activité dans laquelle les participants combattent ensemble dans le but de divertir les spectateurs et non pas de disputer une authentique compétition athlétique ». Le « secret » est révélé et assumé publiquement ; la WWE abandonnera par la suite de son vocabulaire le terme pro wrestling (« lutte professionnelle ») au profit de sports entertainment (« divertissement sportif »).

## Sens moderne

### Le principe de la fiction
À la fin du XXe siècle, le terme kayfabe a été adopté (et même employé abusivement) par des éléments extérieurs aux métiers du catch (les fans et quelques journalistes) avec la popularisation des bulletins d'information et plus tard des brèves disponibles sur internet. L'usage moderne du mot kayfabe désigne souvent de façon plus particulière la convention narrative appliquée lors d'un combat par chaque participant de « rester en personnage », comme il en est nécessaire pendant toute représentation fictionnelle afin de donner au spectateur une impression de réel. Cette pratique déborde parfois pendant des apparitions publiques hors du domaine du catch, mais ne constitue plus pour la profession le tabou total qu'elle a été par le passé.
Certaines publications sur le catch, comme des bulletins de nouvelles issues des promotions elles-mêmes ou certains magazines, « respectent » toujours le kayfabe, dans le sens où elles relatent et commentent des éléments de scénarios comme d'authentiques faits, présentant l'univers fictionnel du catch comme s'il était réel. Cette pratique connaît un fort déclin depuis le milieu des années 1980, en conséquence de l'exposition publique du secret à la WWE, puis plus tard du partage élargi de l'information à l'ère d'internet. 
Durant les rencontres, on fait parfois fi du kayfabe pour passer sans transition à une nouvelle storyline, pour expliquer le prolongement d'une absence à cause de la blessure (legit ou non) d'un lutteur, pour rendre hommage à un catcheur (disparu ou non), ou même pour un effet comique. Il arrive aussi que le spectacle « dérape » et que certains intervenants « brisent » volontairement le principe du kayfabe, en paroles ou en actes, par exaspération ou pour régler des comptes, réels ou non (pipebomb).

### «work» et «shoot»
Quand il s'agit de vouloir démêler le vrai du faux, les anglophones utilisent dans le domaine du catch les mots « work » et « shoot » pour désigner deux cas de figure :
- Quand un catcheur incarne son personnage fictionnel « normalement », en suivant le scénario et avec la volonté consciente de tromper les spectateurs, on utilise le mot « work ». Il peut s'agir tout aussi bien d'un combat arrangé, d'une scène filmée montée de toutes pièces, d'une interview... Par exemple, un catcheur peut simuler une blessure plus ou moins grave, jusqu'à en faire douter sérieusement les spectateurs : si le catcheur est en réalité indemne, c'est un « work ». Un spectateur dans la connivence, qui ne se laisse pas tromper et connaît la réalité de la discipline, est qualifié de « smart », terme de fans qui avait plus d'utilité par le passé, du temps ou peu de personnes étaient « mises au parfum »[7].
- Quand un catcheur ne respecte pas la convention et « brise » volontairement le principe du kayfabe, on utilise le terme « shoot »[6]. Il peut par exemple s'agir d'un catcheur qui cherche à réellement blesser ou vaincre son adversaire pendant un match, parfois jusqu'à ce qu'une authentique bagarre éclate, d'une prise de paroles imprévue qui fait mention d'éléments extérieurs au spectacle, d'un catcheur qui interrompt subitement et à dessein une scène de fiction, etc. Un shoot n'est pas systématiquement l'opposé d'un work : un catcheur blessé legit et involontairement, n'est pas forcément un work (la blessure est bien réelle mais pas voulue) mais pas forcément un shoot non plus, puisque l'adversaire peut ne pas l'avoir fait exprès. Le shoot désigne spécifiquement une brisure volontaire du kayfabe, et est en règle générale une faute professionnelle.

Le public aime à chercher à percer à jour les subterfuges et peut parfois entrevoir la réalité derrière le jeu lors de moments involontairement authentiques. Le monde du catch aime cependant brouiller les pistes pour maintenir une part de mystère et d'excitation. Un retournement de situation est d'autant plus inattendu lorsque le spectateur pense qu'il vient de quitter le domaine du spectacle et que tout ce qu'il voit est maintenant réel. Les catcheurs ou promoteurs eux-mêmes peuvent même parfois en venir à chercher à se tromper les uns les autres à la suite de différends personnels ou par simple escroquerie (les célèbres « screwjobs »). Il devient donc parfois difficile de réussir à déterminer ce qui était prévu, ce qui ne l'était pas, ou même ce qu'il était prévu de faire passer pour de l'imprévu (« worked shoot »).

### Exemples célèbres

#### Accident d'avion de 1975
- Le 4 octobre 1975, les catcheurs Johnny Valentine, Ric Flair, Bob Bruggers, Tim Woods (connu aussi sous le nom de Mr. Wrestling) et l'annonceur de catch David Crockett sont blessés lors du crash de leur avion (leur pilote Michael Farkus décédera de ses blessures deux mois après). Or, le kayfabe rendait impensable que le beau Mr. Wrestling puisse partager le même avion que des catcheurs tocs, a fortiori Valentine qui était son rival, son pire nemesis[9]. Pour éviter de briser le kayfabe, Woods - qui cachait son identité à l'aide d'un masque lors de ses combats - a nié son identité et a du remonter sur un ring 2 semaines seulement après le crash bien que son extrême douleur était perceptible lors de ce match pour confirmer que Tim Woods et Mr. Wrestling étaient deux individus distincts.

#### Kayfabeignoré
- « L'incident du Madison Square Garden » en 1996 : Shawn Michaels, Triple H, Kevin Nash et Scott Hall ont célébré ensemble sur le ring le départ de ces deux derniers à la WCW, alors que le scénario de leur rivalité intense aurait dû leur proscrire un geste amical public[10] (Michaels et Hall dans un rôle de faces, Nash et Triple H dans un rôle de heels).

#### «Shoot promos», ou les prises de parole sans complexe
- Les commentaires sur le ring de Paul Heyman lors de ECW One Night Stand en 2005 : plutôt que de se cantonner à l'univers fictionnel des émissions WWE, ils incluent des références à ce qui se passe en coulisses[réf. nécessaire].
- Les "Pipebombs" de CM Punk lors de l'épisode de WWE Raw du 27 juin 2011 : un discours volontairement choquant qui mêle une critique personnelle acerbe de la WWE et quelques mentions réputées « interdites » par les conventions de communication de l'entreprise (comme le fait de s'adresser à un catcheur extérieur sans relations contractuelles avec la structure).

#### Quand la réalité dépasse la fiction
- Vince McMahon se voyant obligé d'annoncer à la télévision l'arrêt de l'histoire mettant en scène sa propre mort, à la suite du décès réel d'un des catcheurs en vogue de sa fédération, Chris Benoit[11].
- Certains faits réels, bien que ne s'étant pas directement produits à la télévision, ont également inspiré des rivalités scénaristiques, comme le triangle amoureux voyant la catcheuse Lita quitter son compagnon réel Matt Hardy pour entamer une relation avec Edge. La WWE a exploité ce triangle amoureux pour doper ses spectacles.

#### Clin d'œil
- Le catcheur Nick Cvjetkovich est apparu à la WWE sous le nom Kizarny, incarnant un personnage évoquant les « carnies » des origines foraines du catch. Le nom « Kizarny » est une déformation en pig-latin du mot « carny » lui-même (par ajout de syllabe comme dans le javanais, k-iz-arny). Il a été forgé à partir du même argot forain que celui d'où provient le mot kayfabe, en guise de clin d'œil pour les initiés.